# The Dutchess
The Dutchess – debiutancki solowy album amerykańskiej piosenkarki Fergie wydany 19 września 2006.
W Polsce nagrania uzyskały status platynowej płyty.

## Lista utworów
1. „Fergalicious” (gościnnie will.i.am) – 4:52
2. „Clumsy” – 4:01
3. „All That I Got (The Make Up Song)” (gościnnie will.i.am) – 4:05
4. „London Bridge” – 4:01
5. „Pedestal” – 3:22
6. „Voodoo Doll” – 4:23
7. „Glamorous” (gościnnie Ludacris) – 4:06
8. „Here I Come” (gościnnie will.i.am) – 3:21
9. „Velvet” – 4:53
10. „Big Girls Don’t Cry” – 4:28
11. „Mary Jane Shoes” (gościnnie Rita Marley i The I-Threes) – 3:55
12. „Losing My Ground” – 4:08
13. „Finally” (gościnnie John Legend) – 4:53
14. „Get Your Hands Up” (gościnnie The Black Eyed Peas) – 3:34
15. „Wake Up” – 3:01
16. „Paradise” – 4:08

## Pozycje na listach
| Lista           | Kraj              | Pozycja |
| --------------- | ----------------- | ------- |
| OLiS            | Polska            | 14      |
| Billboard 200   | Stany Zjednoczone | 2       |
| UK Albums Chart | Wielka Brytania   | 18      |